# Memorie di una soap-operaia
Memorie di una soap-operaia è il primo libro scritto dall'attrice Paola Rinaldi, pubblicato nel 2002. Un secondo, 101 modi per non buttare via nulla, segue nel 2012.
L'opera è incentrata sulle vicende vissute dall'attrice nei cinque anni di permanenza nel cast della soap opera Un posto al sole.

## Trama e contenuti
Paola Rinaldi è stata nel cast di Un posto al sole per più di settecento puntate. In questo libro l'attrice racconta retroscena, aneddoti e curiosità nei suoi quattro anni e mezzo di permanenza nella soap. Il lettore verrà così a conoscenza, tra le altre cose, quanto sia duro e frustrante lavorare nel set di una soap opera. In vari passaggi, la Rinaldi paragona il lavoro della soap a quello di una catena di montaggio industriale. Un occhio di riguardo viene speso nel raccontare i rapporti familiari che vengono a modificarsi dopo l'assunzione nel set della soap, in particolare il rapporto con il figlio  Guglielmo, all'epoca in età scolare. L'autrice, inoltre, esprime il suo punto di vista nel far lavorare baby attori in set televisivi. 
 Il tono della biografia è sempre molto ironico e leggero.

## Edizioni
- Paola Rinaldi, Memorie di una soap-operaia, Backstage novencento, 2002,  p. 111.